# Балкані (Теранде)
Футбольний клуб «Балкані» або просто ФК «Балкані» (алб. Klub Futbollistik Ballkani; KF Ballkani) — професіональний косовський футбольний клуб з міста Теранде. Команда виступає в Райфайзен Суперлізі Косова. Основним кольором клубу є помаранчевий.

## Історія
Декілька гравців у 1947 році заснували клуб під назвою «КФ Рінія Сухареке». У 1965 році команда отримала свою нинішню назву, «КФ Баллкані». В 1973 році клуб дебютував у Лізі е Паре, але вже по завершенню цього сезону вилетів до нижчого дивізіону, Ліги Дуте. З 2000 року КФ «Баллкані» виступав у другому за силою чемпіонаті Косова, Лізі е Паре, однак в 2010 році клуб забезпечив собі місце в Райффайзен Суперлізі. Згодом, однак, він вилетів навіть до третього дивізіону, Ліги Дуте, але в сезоні 2012/13 років клуб знову повернувся до Ліги е Паре.

## Досягнення
- Райфайзен Суперліга Косова
  -  Чемпіон (3): 2021/22, 2022/23, 2023/24

- Кубок Косова
  -  Володар (1): 2023/24

- Суперкубок Косова
  - Володар (2): 2022, 2024

## Виступи в єврокубках
| Сезон   | Змагання         | Раунд | Суперник  | Вдома | На виїзді | Разом |
| ------- | ---------------- | ----- | --------- | ----- | --------- | ----- |
| 2022—23 | Ліга чемпіонів   | 1КР   | Жальгіріс | 1–1   | 0–1       | 1–2   |
| 2023—24 | Ліга конференцій | 2КР   | Ларн      | 3–0   | 4–1       | 7–1   |